# Aide internationale pour l'enfance
 (juin 2019).
L'Aide internationale pour l'enfance (AIPE) a été fondée en 2000 par Roxana Robin, c'est un organisme à but non lucratif de coopération internationale qui se distingue par sa mission à double volet :
1. l’organisation agit pour affranchir les enfants et leur famille de la pauvreté et de l’exploitation par le travail
2. l’organisation sensibilise le public au Canada sur les questions liées au travail des enfants et les encourage à se joindre à des actions concrètes de solidarité.

L’AIPE est soucieuse de jouer pleinement son rôle dans la construction de rapports plus justes et plus solidaires entre les peuples. Elle privilégie les interventions qui répondent à des besoins fondamentaux dans les domaines de la santé, de l’éducation et de l’organisation sociale et communautaire. Elle encourage les actions qui intègrent des dimensions fondamentales telles que les droits de l’homme, l’égalité entre les sexes et la microfinance comme outils de développement. L’AIPE est également dotée du statut consultatif spécial auprès du Conseil Economique et social des Nations unies.

## Son action
- Accueillir les enfants travailleurs dans des structures au sein desquelles ils peuvent s’épanouir et retrouver leur dignité,
- Proposer des programmes d’éducation et de formation professionnelle,
- Soutenir les communautés afin que chacun de ses membres puisse vivre décemment
- Mettre en place des groupes de microcrédit qui permettent d’augmenter les revenus de femmes marginalisées
- Développer des programmes de prévention du travail des enfants.

L’AIPE est membre d’une fédération d’organismes de coopération internationale et de deux comités spécialisés :
- Association québécoise des organismes de coopération internationale (AQOCI)
- Comité québécois femmes et développement (CQFD)
- Coalition québécoise contre les ateliers de misère (CQCAM)